# 段志玄

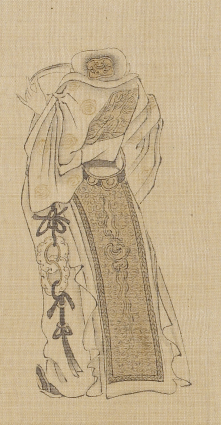
段志玄

段 志玄（だん しげん、生年不詳 - 642年）は、中国の唐の軍人。名は雄。志玄は字であり、字をもって通称される。本貫は斉州鄒平県。唐の凌煙閣二十四功臣のひとりに挙げられた。玄孫に宰相である段文昌がいる。

## 経歴
段偃師の子として生まれた。志玄は若いころから無頼で、しばしば法を犯した。隋の大業末年、父に従って太原に住み、李世民と面識をえた。
李淵が起兵すると、志玄は千人の兵士をもって従い、右領大都督府軍頭に任ぜられた。霍邑・絳郡を下し、永豊倉を攻めるにあたって、常に先鋒をつとめた。左光禄大夫に累進した。劉文静に従って潼関で屈突通をはばんだ。劉文静が桑顕和に襲撃されて、唐軍が潰乱すると、志玄は20騎を率いて敵中に入り、流れ矢を足に受けながらも、我慢して言わず、再三討ち入って敵を混乱させた。唐軍はこれに乗じて態勢を立て直し、敵を撃破した。屈突通が敗走すると、志玄は諸将とともに追撃してこれを捕らえた。功績により楽游府車騎将軍に任ぜられた。
王世充に対する征討に従い、深入りして、馬が倒れて、敵に捕らえられた。二騎に髻（もとどり）をつかまれて連行されたが、洛水を渡ろうとしたときに、志玄は突如暴れ出して、二人を振り落とし、その馬を奪って帰還した。竇建徳を破り、東都を平定すると、秦王府右二護軍に転じた。皇太子李建成が金や絹を見せて志玄を誘ったが、これを拒絶した。太宗（李世民）が即位すると、左驍衛大将軍に累進し、樊国公に封ぜられ、実封九百戸を受けた。詔により兵を率いて青海にいたり吐谷渾の牧馬を奪った。
長孫皇后の葬儀のとき、宇文士及とともに章武門の警備にあたった。太宗が夜に二将軍のところに使者を送ると、宇文士及は戸を開いて使者を入れたが、志玄は拒んで「軍門は夜には開くことができない」と言った。使者が手詔を示したが、志玄は「夜には真偽が判断できない」と、入れなかった。使者は朝までとどめられた。太宗は「真の将軍である。周亜夫もこれ以上であろうか」と感嘆して言った。
貞観11年（637年）、金州刺史に任ぜられ、褒国公に改封された。貞観12年（638年）、右衛大将軍に任ぜられた。貞観14年（640年）、鎮軍大将軍を加えられた。
貞観16年（642年）、病の床につくと、太宗はみずから見舞って、泣きながら「卿の子に五品の官を与えよう」と言った。志玄が亡くなると、太宗は慟哭した。輔国大将軍・揚州都督の位を追贈され、忠壮と諡され、昭陵に陪葬された。

## 伝記資料
- 『旧唐書』巻68 列伝第18「段志玄伝」
- 『新唐書』巻89 列伝第14「段志玄伝」